# Lac de Gourguet
Le lac de Gourguet est un lac pyrénéen français situé administrativement dans la commune de Vielle-Aure dans le département des Hautes-Pyrénées en région  Occitanie.

## Géographie
C'est un lac d'origine glaciaire de 2,6 ha situé à une altitude de 2 218 mètres dans la réserve naturelle du Néouvielle, au pied du pic de Bastan (2 715 mètres) .

### Topographie
| Col de Barèges (2 469 m)  | Lac Gourg Nère  |                         |
| Pic de Gourguet (2 619 m) | lac de Gourguet | Pic de Bastan (2 715 m) |
|                           | Lac des Guits   |                         |

## Protection environnementale
Il est à la limite nord-est de la réserve naturelle nationale du Néouvielle.